# Oralkhan Omirtayev
Oralkhan Omirtayev (16 de julio de 1998) es un futbolista kazajo que juega de delantero en el F. C. Aktobe de la Liga Premier de Kazajistán. Es internacional con la selección de fútbol de Kazajistán.

## Trayectoria
Formado en las categorías inferiores del FC Shakhter Karagandá, en 2015 debuta con el primer equipo.
Debutó el 7 de marzo de 2015, al entrar en la segunda mitad del empate a cero entre el FC Taraz y el Shakhter.
Su primer gol llegó el 12 de abril de 2017, gol que llegó en el minuto 90, y que le sirvió al Shakhter para rascar un punto frente al Atyrau, en un partido que terminó 3-3.

## Selección nacional
Omirtayev fue internacional con la selección de fútbol de Kazajistán sub-17, sub-19 y sub-21, antes de debutar con la absoluta el 19 de noviembre de 2018, anotando, además, su primer gol con la selección. Lo hizo en la derrota de Kazajistán por 2-1 frente a la selección de fútbol de Georgia en la última jornada de la Liga de Naciones de la UEFA 2018-19.

## Clubes
| Club                     | País        | Año       |
| ------------------------ | ----------- | --------- |
| F. C. Shakhter Karagandá | Kazajistán  | 2015-2020 |
| Tobol Kostanai           | Kazajistán  | 2020-2021 |
| F. C. Shakhter Karagandá | Kazajistán  | 2021      |
| F. C. Akzhayik           | Kazajistán  | 2022      |
| F. C. Atyrau             | Kazajistán  | 2023      |
| F. C. Slutsk             | Bielorrusia | 2024      |
| BATE Borísov             | Bielorrusia | 2024      |
| F. C. Aktobe             | Kazajistán  | 2025-     |